# Emmanuelle Vaugier
Emmanuelle Vaugier (* 23. června 1976 Vancouver) je kanadská herečka a modelka. Její významné role jsou detektivka Jessica Angel v Kriminálce New York a Mia v seriálu Dva a půl chlapa.

## Mládí
Narodila se ve Vancouveru v Britské Kolumbii a vyrůstala v katolické, francouzsky mluvící rodině. Její francouzština však není moc dobrá. Rozděluje svůj život na život v Los Angeles a ve Vancouveru. Navštěvovala Crofton House School, dívčí soukromou školu; zde se učila 10 let, než nastoupila na Magee Secondary School. Tato škola se zaměřuje na atletiku, umění a hudbu (SPARTS) v posledních dvou ročnících.

## Filmografie
| Rok          | Název                                      | Role                              | Poznámky                                                                                       |
| ------------ | ------------------------------------------ | --------------------------------- | ---------------------------------------------------------------------------------------------- |
| 1995         | A Family Divided                           | Rosalie Frank                     | TV movie                                                                                       |
| 1995         | Highlander: The Series                     | Maria Alcobar                     | Episode 4.10 "Chivalry"                                                                        |
| 1996         | Madison                                    | Noella D'Angelo                   | 9 episodes                                                                                     |
| 1996         | The Halfback of Notre Dame                 | Esmerelda                         | TV movie                                                                                       |
| 1996         | Home Song                                  | Cheerleader                       | TV movie                                                                                       |
| 1996         | The Limbic Region                          | Jennifer Lucca - age 21           | TV movie                                                                                       |
| 1997         | Breaker High                               | Monette                           | Episode 1.11 "Chateau L'Feet J'mae"                                                            |
| 1997         | Police Academy: The Series                 | Sally                             | Episode 1.03 "Put Down That Nose"                                                              |
| 1997         | Ninja Turtles: The Next Mutation           | Episode 1.12 "Turtles' Night Out" |                                                                                                |
| 1998         | Hysteria                                   | Veronica Bloom                    | Film                                                                                           |
| 1998         | First Wave                                 | Esther                            | Episode 1.07 "Lungfish"                                                                        |
| 1998         | Dead Man's Gun                             | Rose Harris                       | Episode 2.10 "The Pinkerton"                                                                   |
| 1998–1999    | The Outer Limits                           | Shal Lisa Dobkins                 | Episodes 4.08 "Rite of Passage" and 5.05 "The Other Side"                                      |
| 1999         | Viper                                      | Mitzi / Olga                      | Episode 3.11 "Best Seller"                                                                     |
| 1999         | Assault on Death Mountain                  | French Woman                      | TV movie                                                                                       |
| 1999         | Shapeshifter                               | Anika                             | Film                                                                                           |
| 1999         | The Fear: Resurrection                     | Jennifer                          | Film                                                                                           |
| 1999         | Seven Days                                 | Princess Lisette D'Arcy           | Episode 2.09 "Love and Other Disasters"                                                        |
| 2000         | The Beach Boys: An American Family         | Pamela                            | TV movie                                                                                       |
| 2000         | Higher Ground                              | Elaine Barringer                  | 4 episodes                                                                                     |
| 2000         | My 5 Wives                                 | Sarah                             | Film                                                                                           |
| 2000         | The Sculptress                             | Sylvie                            | Film                                                                                           |
| 2000         | Level 9                                    | Christina Veedy                   | Episode 1.13 "Mob.com"                                                                         |
| 2000         | So Weird                                   | Donna                             | Episode 3.13 "Snapshot"                                                                        |
| 2001         | Largo Winch: The Heir                      | Nikki                             | TV movie                                                                                       |
| 2001         | Mindstorm                                  | Tracy Wellman                     | Film                                                                                           |
| 2001         | Big Sound                                  | Veronica                          | Episode 1.09 "Jam Session"                                                                     |
| 2001         | Wishmaster 3: Beyond the Gates of Hell     | Elinor Smith                      | Direct to video                                                                                |
| 2001         | Ripper                                     | Andrea 'Andy' Carter              | Film                                                                                           |
| 2001         | Return to Cabin by the Lake                | Vicki                             | TV movie                                                                                       |
| 2001         | Suddenly Naked                             | Lupe Martinez                     | Film                                                                                           |
| 2001         | MythQuest                                  | Persephone                        | Episode 1.04 "Orpheus"                                                                         |
| 2002         | 40 Days and 40 Nights                      | Susie                             | Film                                                                                           |
| 2002         | Beyond Belief: Fact or Fiction             | Susan                             | Episode 4.02 "The Doll"                                                                        |
| 2002         | Charmed                                    | Dr. Ava Nicolae                   | Episode 5.06 "The Eyes Have It"                                                                |
| 2002         | My Guide to Becoming a Rock Star           | Sarah Nelson                      | 11 episodes                                                                                    |
| 2002         | Just Cause                                 | Louisa Bennett                    | Episode 1.09 "Making News"                                                                     |
| 2002–2003    | Smallville                                 | Dr. Helen Bryce                   | 9 episodes                                                                                     |
| 2003         | Secondhand Lions                           | Jasmine                           | Film                                                                                           |
| 2003         | Water's Edge                               | Rae Butler                        | Film                                                                                           |
| 2003         | The Handler                                | Angie                             | Episode 1.11 "Off the Edge"                                                                    |
| 2004         | Call Me: The Rise and Fall of Heidi Fleiss | Lauren                            | TV movie                                                                                       |
| 2004         | North Shore                                | Melinda Lindsey Kellogg           | Episodes 1.12 "Bellport" and 1.13 "Leverage"                                                   |
| 2004         | Veronica Mars                              | Monica Hadwin Greenblatt          | Episode 1.10 "An Echolls Family Christmas"                                                     |
| 2004–2005    | One Tree Hill                              | Nicki                             | 10 episodes                                                                                    |
| 2005         | Cerberus                                   | Dr. Samantha Gaines               | TV movie                                                                                       |
| 2005         | Andromeda                                  | Maura                             | Episodes 5.21 "The Heart of the Journey (Part 1)" and 5.22 "The Heart of the Journey (Part 2)" |
| 2005         | House of the Dead 2                        | Alexandra 'Nightingale' Morgan    | TV movie                                                                                       |
| 2005         | Love, Inc.                                 | Girl                              | Episode 1.06 "Amen"                                                                            |
| 2005         | Saw II                                     | Addison Corday                    | Film                                                                                           |
| 2005         | Painkiller Jane                            | Capt. Jane Elizabeth Browning     | TV movie                                                                                       |
| 2005–2015    | Two and a Half Men                         | Mia                               | 12 episodes                                                                                    |
| 2006         | Monk                                       | Pat - Juror No. 12                | Episode 4.16 "Mr. Monk Gets Jury Duty"                                                         |
| 2006         | Veiled Truth ( aka What Comes Around)      | Carolyn                           | TV movie                                                                                       |
| 2006         | Masters of Horror                          | Kim                               | Episode 2.05 "Pro-Life"                                                                        |
| 2006         | Need for Speed: Carbon                     | Nikki                             | Voice, Mo-Cap, & Likeness                                                                      |
| 2006–2009    | CSI: NY                                    | Det. Jessica Angell               | 25 episodes                                                                                    |
| 2007         | Unearthed                                  | Sheriff Annie Flynn               | Film                                                                                           |
| 2007         | Supernatural                               | Madison                           | Episode 2.17 "Heart"                                                                           |
| 2007         | Big Shots                                  | Wanda Barnes                      | Episode 1.04 "Three's a Crowd"                                                                 |
| 2007         | Saw IV                                     | Addison Corday                    | Film                                                                                           |
| 2008         | Blonde and Blonder                         | Cat                               | Film                                                                                           |
| 2008         | Bachelor Party 2: The Last Temptation      | Eva                               | Direct to video                                                                                |
| 2008         | Far Cry                                    | Valerie Cardinal                  | Film                                                                                           |
| 2009         | Reverse Angle                              | Eve Pretson                       | TV movie                                                                                       |
| 2009         | Dolan's Cadillac                           | Elizabeth                         | Film                                                                                           |
| 2010         | A Trace of Danger                          | Kate                              | TV movie                                                                                       |
| 2010         | Lidský terč                                | Emma Barnes                       | Episodes 1.03 "Embassy Row" and 1.08 "Baptiste"                                                |
| 2010–2011    | Covert Affairs                             | Liza Hearn                        | 7 episodes                                                                                     |
| 2010         | Mirrors 2                                  | Elizabeth Reigns                  | Direct to video                                                                                |
| 2010         | Hysteria                                   | Jennifer                          | Film                                                                                           |
| 2010         | Hawaii Five-0                              | Erica Raines                      | Episode 1.09 "Po'ipu"                                                                          |
| 2010         | A Nanny for Christmas                      | Ally Leeds                        | Film                                                                                           |
| od roku 2010 | Lost Girl                                  | The Morrigan                      | 14 episodes                                                                                    |
| 2011         | R.L. Stine's The Haunting Hour             | Abigail                           | Episode 1.06 "The Red Dress"                                                                   |
| 2011         | Killer Mountain                            | Kate                              | TV movie                                                                                       |
| 2011         | Where the Road Meets the Sun               | Lisa                              | Film                                                                                           |
| 2011         | French Immersion                           | Jennifer Yates                    | Film                                                                                           |
| 2012         | Stolen Child                               | Amanda                            | Direct to video                                                                                |
| 2012         | It's Christmas, Carol!                     | Carol Huffman                     | TV movie                                                                                       |
| 2013         | The Mentalist                              | Melissa Enfield                   | Episode 5.16 "There Will Be Blood"                                                             |
| 2013         | Absolute Deception                         | Rebecca                           | Film                                                                                           |
| 2013         | Susie's Hope                               | Donna Smith Lawrence              | Film by Uplifting Entertainment                                                                |
| 2013         | Clara's Deadly Secret                      | Helen                             | TV movie                                                                                       |
| 2013         | Hidden Away                                | Alexandra/Stephanie               | TV movie                                                                                       |
| 2014         | Teen Lust                                  | Shelley                           | Film                                                                                           |
| 2015         | Dying Light                                | Jade                              | Mo-Cap                                                                                         |
| 2015         | Hellraid                                   | Maine, The Female Kin             | Voice                                                                                          |